# Drachenfels

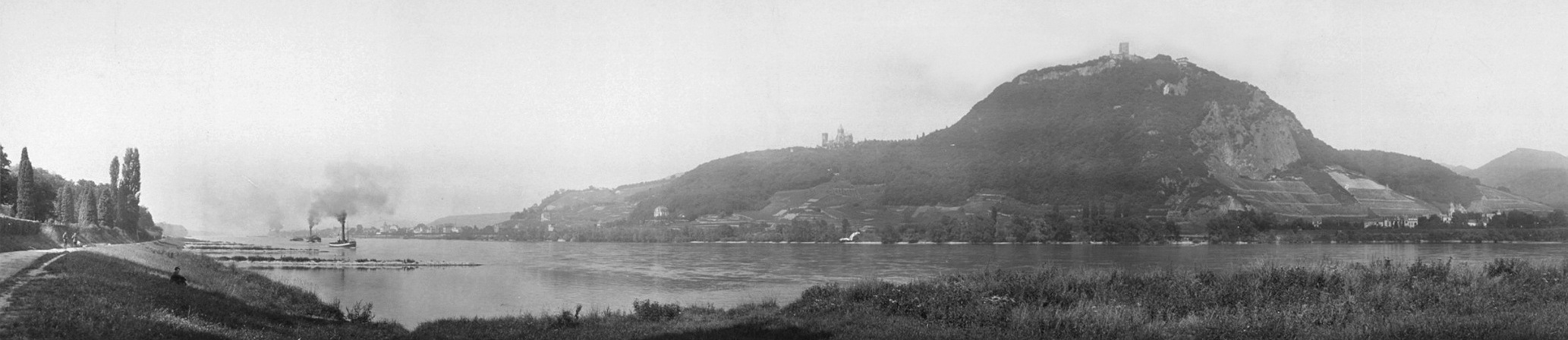
Drachenfels en 1921.

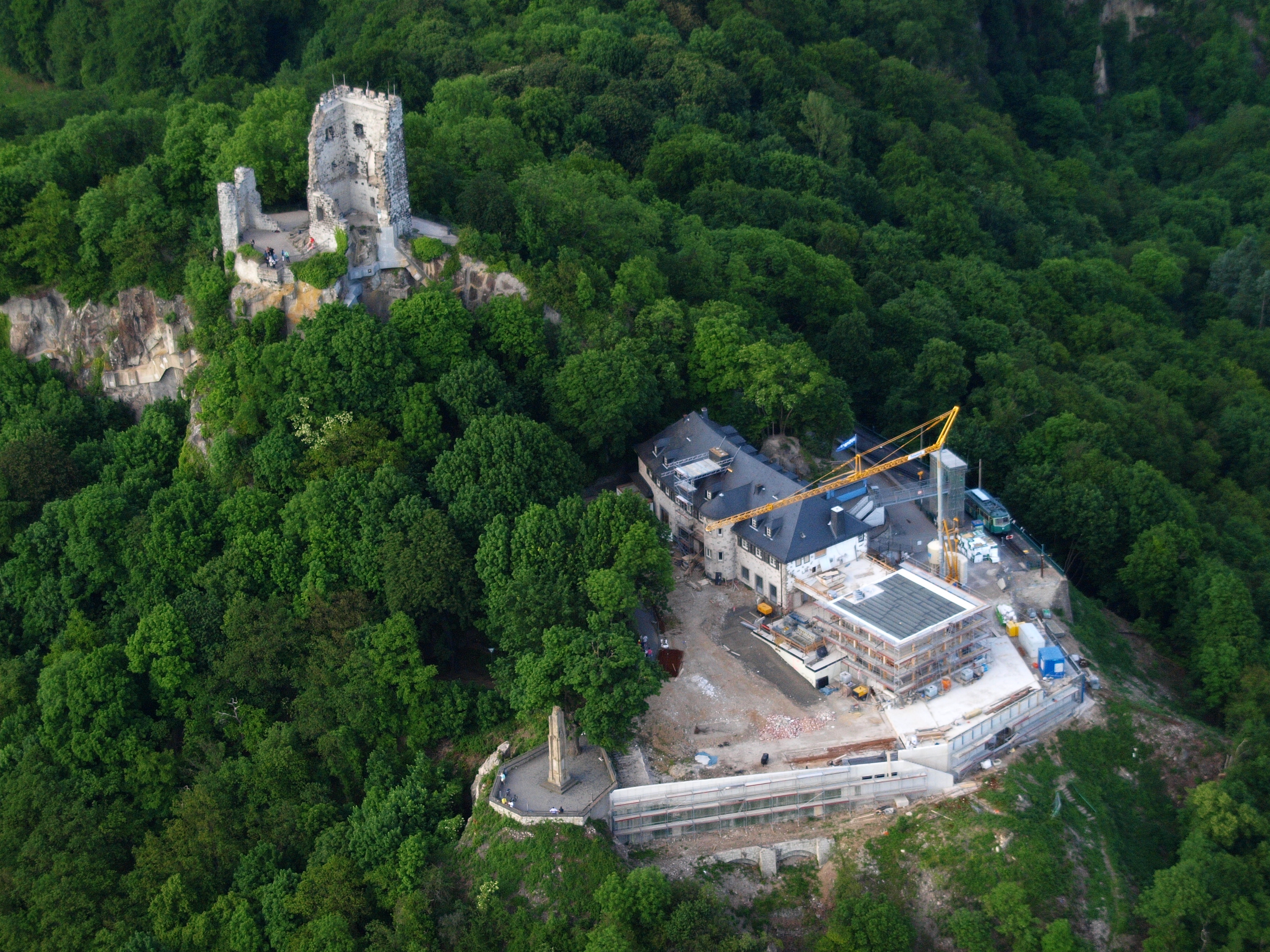
Drachenfels - vista aérea

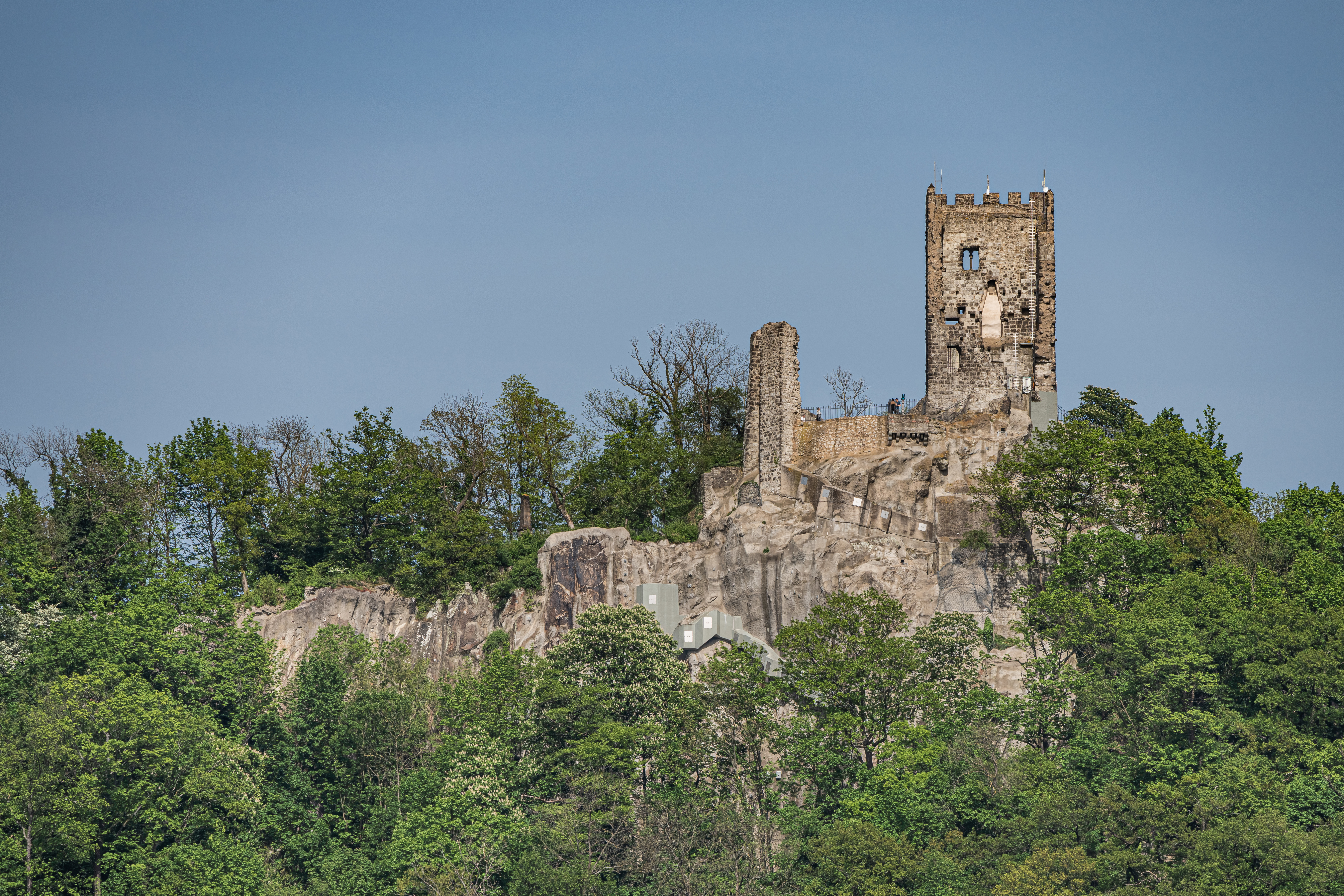
Ruina del Castillo Drachenfels.

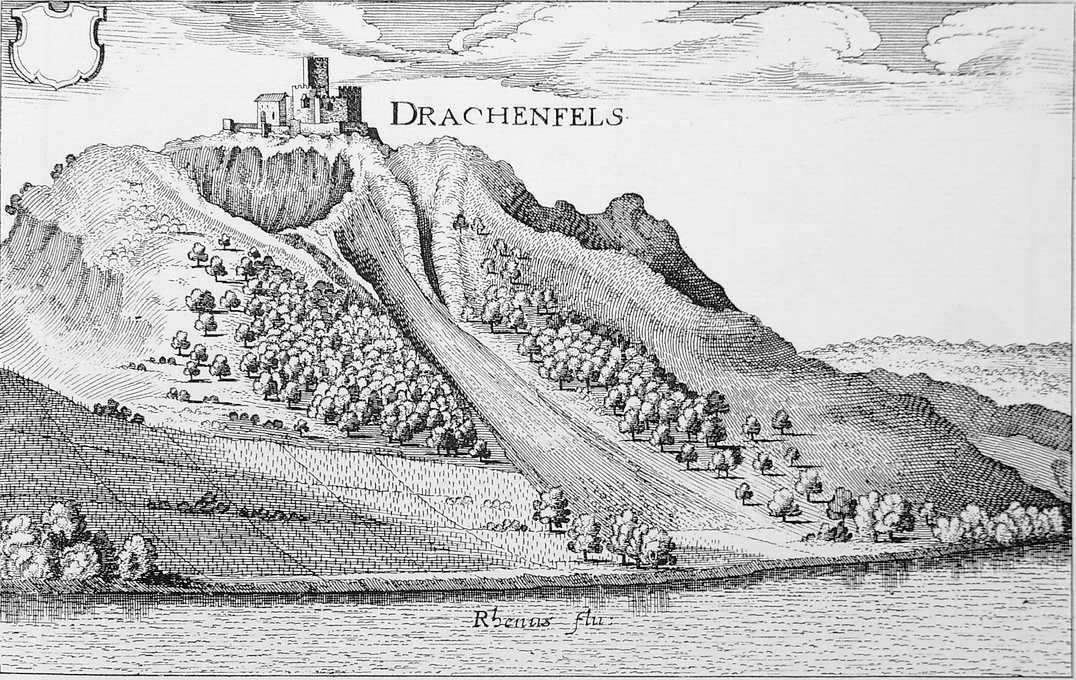
Viejo dibujo de Drachenfels.

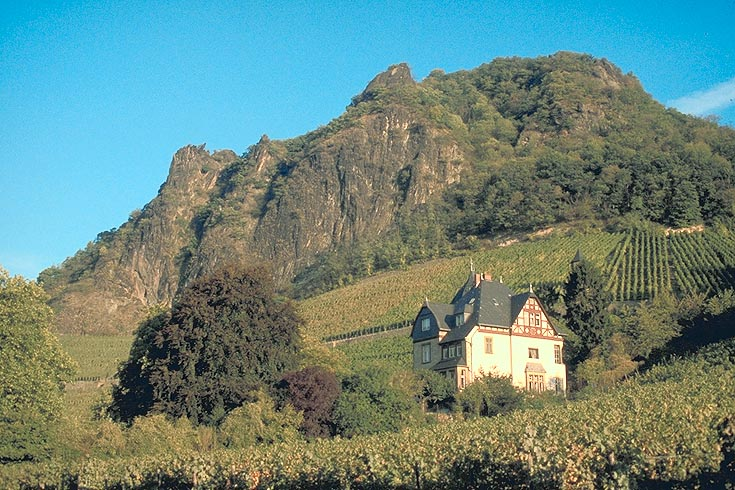
Viñas plantadas en la ladera del Drachenfels.

Drachenfels ("Roca del dragón") es una montaña de 321m de altura en la cordillera de Siebengebirge cerca de Bonn, Alemania. El castillo en ruinas en la cima de la montaña posee el mismo nombre. Un castillo de construcción más reciente, restaurado en 2003 y también en la margen derecha del Rin, se llama Palacio Drachenburg.
En el estado vecino, Renania-Palatinado, también hay una montaña que se llama Drachenfels. Tiene una altura de 571m, y esta en el Bosque del Palatinado, cerca de la ciudad de Bad Dürkheim. Cerca de la cima, hay una cueva que se llama "Drachenhöhle" (="Cueva del Dragón").
Una leyenda germana cuenta que Sigfrido – el héroe del Cantar de los nibelungos y de la Saga Völsunga islandesa – mató a un dragón que vivía en una caverna en la montaña, para luego bañarse en su sangre y volverse invulnerable. Según las sagas, eso ocurre en un lugar llamado Brezal de Gnita. El Brezal de Gnita es un lugar mítico, pero posiblemente, se refiere a uno de esos dos lugares. Por ende, las montañas se llaman "Roca del Dragón" -- Drachenfels.
A la cima de la primera montaña puede accederse por un ferrocarril de cremallera, llamado Ferrocarril del Drachenfels. El trayecto comienza en el pueblo de Königswinter.
A un tercio del camino hacia la cima está el Nibelungenhalle, construido en 1913, y que contiene una galería con pinturas del artista Hermann Hendrich, representando escenas de las óperas de Richard Wagner.